# Erik Karlsson
Erik Sven Gunnar Karlsson (* 31. Mai 1990 in Landsbro) ist ein schwedischer Eishockeyspieler, der seit August 2023 bei den Pittsburgh Penguins in der National Hockey League unter Vertrag steht und für diese auf der Position des Verteidigers spielt. Zuvor verbrachte er neun Jahre bei den Ottawa Senators, die er zudem vier Spielzeiten lang als Mannschaftskapitän anführte, sowie fünf Saisons bei den San Jose Sharks. Karlsson gilt als einer der besten Verteidiger seiner Generation, wobei er sich vor allem durch seine Offensivqualitäten auszeichnet. Er wurde bereits dreimal mit der James Norris Memorial Trophy als bester Abwehrspieler der NHL ausgezeichnet. Mit der schwedischen Nationalmannschaft gewann Karlsson bei den Olympischen Winterspielen 2014 die Silber- sowie bei der Weltmeisterschaft 2010 die Bronzemedaille.

## Karriere

### Anfänge in Schweden

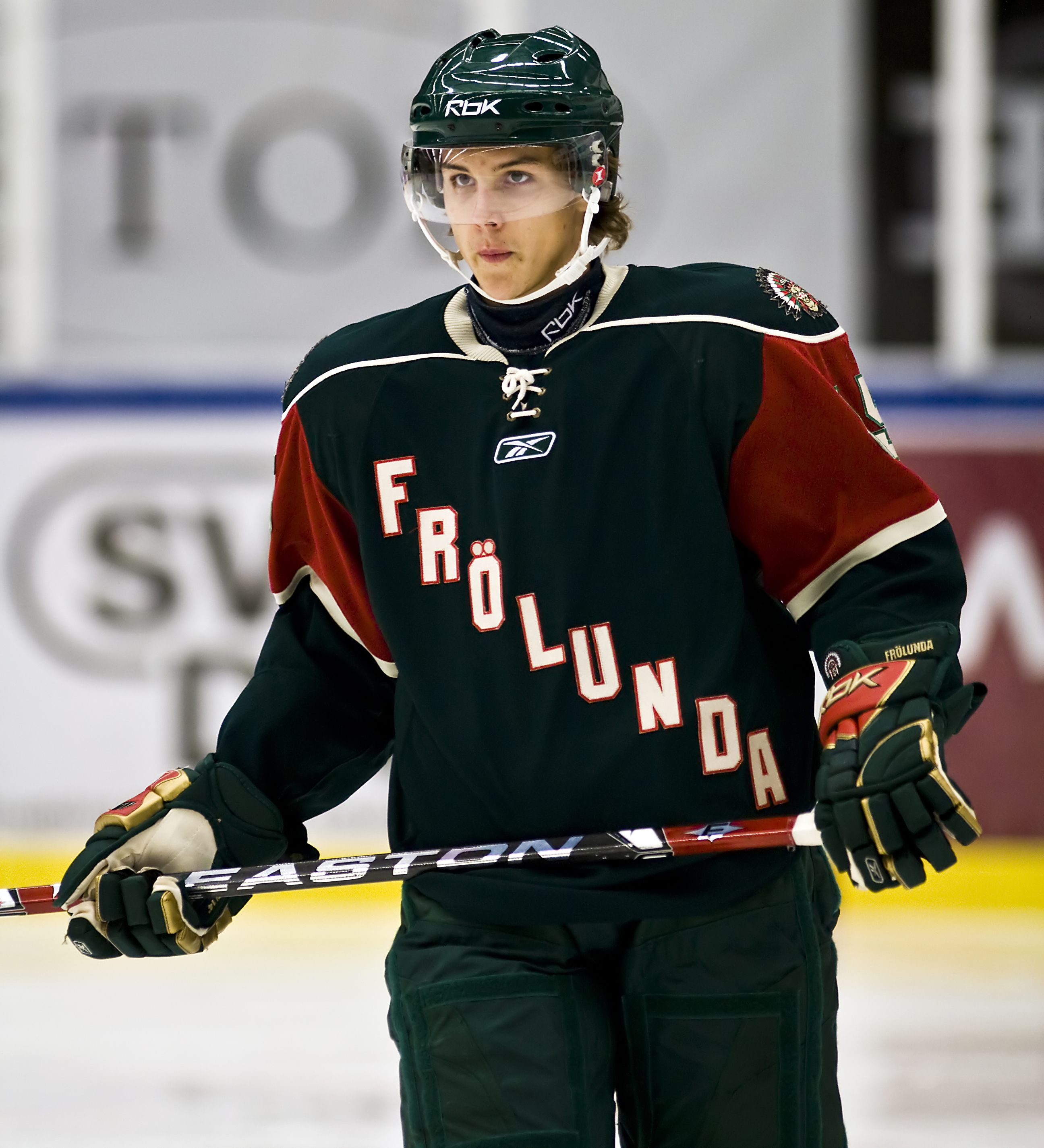
Karlsson im Trikot des Frölunda HC

Erik Karlsson begann seine Karriere als Eishockeyspieler in der Nachwuchsabteilung des Boro/Vetlanda HC, in der er bis 2006 aktiv war. Anschließend spielte der Verteidiger für die Juniorenmannschaften von Södertälje SK und Frölunda HC, ehe er in der Saison 2007/08 sein Debüt für die Profimannschaft Frölundas in der Elitserien gab. Dabei erzielte er in insgesamt 13 Spielen ein Tor. Daraufhin wurde er im NHL Entry Draft 2008 in der ersten Runde als insgesamt 15. Spieler von den Ottawa Senators ausgewählt, jedoch zunächst noch nicht verpflichtet. Auch zu den Mississauga St. Michael’s Majors, die ihn beim CHL Import Draft desselben Jahres in der zweiten Runde an Gesamtposition 61 gezogen hatten, wechselte er nicht. In seiner ersten kompletten Spielzeit im professionellen Eishockey erzielte der Rechtsschütze in 56 Spielen sechs Tore und gab sieben Vorlagen in der Elitserien für Frölunda. Zudem steuerte er einen Assist bei sieben Einsätzen für den Borås HC in der zweitklassigen HockeyAllsvenskan bei. Nach der Saison wurde er beim KHL Junior Draft 2009 in der zweiten Runde als insgesamt 32. Akteur von Lokomotive Jaroslawl gedraftet, spielte aber nie für den Klub.

### Ottawa Senators
Zur Saison 2009/10 erhielt Karlsson einen Vertrag bei den Ottawa Senators, für die er im Spiel gegen die New York Rangers am 3. Oktober 2009 erstmals auf dem Eis stand. Parallel wurde er auch im Nachwuchsteam Binghamton Senators eingesetzt. In der Saison 2011/12 gelang ihm der Durchbruch bei den Senators, als er alle Verteidiger der Liga in Toren (19) und Vorlagen (59) anführte und daher die James Norris Memorial Trophy als bester Abwehrspieler der NHL erhielt; zudem wurde er ins First All-Star Team gewählt. Im folgenden Sommer verlängerte Karlsson seinen Vertrag bei den Senators um sieben Jahre und erhält in dieser Zeit geschätzte 45,5 Millionen Dollar. Während des 2012/13 Lockouts spielte Karlsson für Jokerit.
Im Februar 2013 wurde Karlsson während eines Ligaspiels, bei einem Zweikampf, von einem Gegenspieler verletzt. Er zog sich dabei einen Teilabriss der Achillessehne im linken Fuß zu und fiel somit für den Rest der Saison aus. Zur Saison 2013/14 war Karlsson wieder zurück und übernahm gemeinsam mit dem Kapitän Jason Spezza die Führungsrolle innerhalb der Mannschaft. In einer durchwachsenen zweiten Saisonhälfte konnte jedoch keine Play-off-Platzierung erreicht werden. Karlsson war allerdings ligaweit erneut der Verteidiger mit den meisten Scorerpunkten (74). Diesen Erfolg konnte er in dem Jahr darauf wiederholen (66), wobei er die Senators nun, nach dem Weggang von Spezza, als Kapitän anführte. Zudem wurde er jeweils zum zweiten Mal mit der James Norris Memorial Trophy sowie mit der Berufung ins First All-Star Team geehrt.

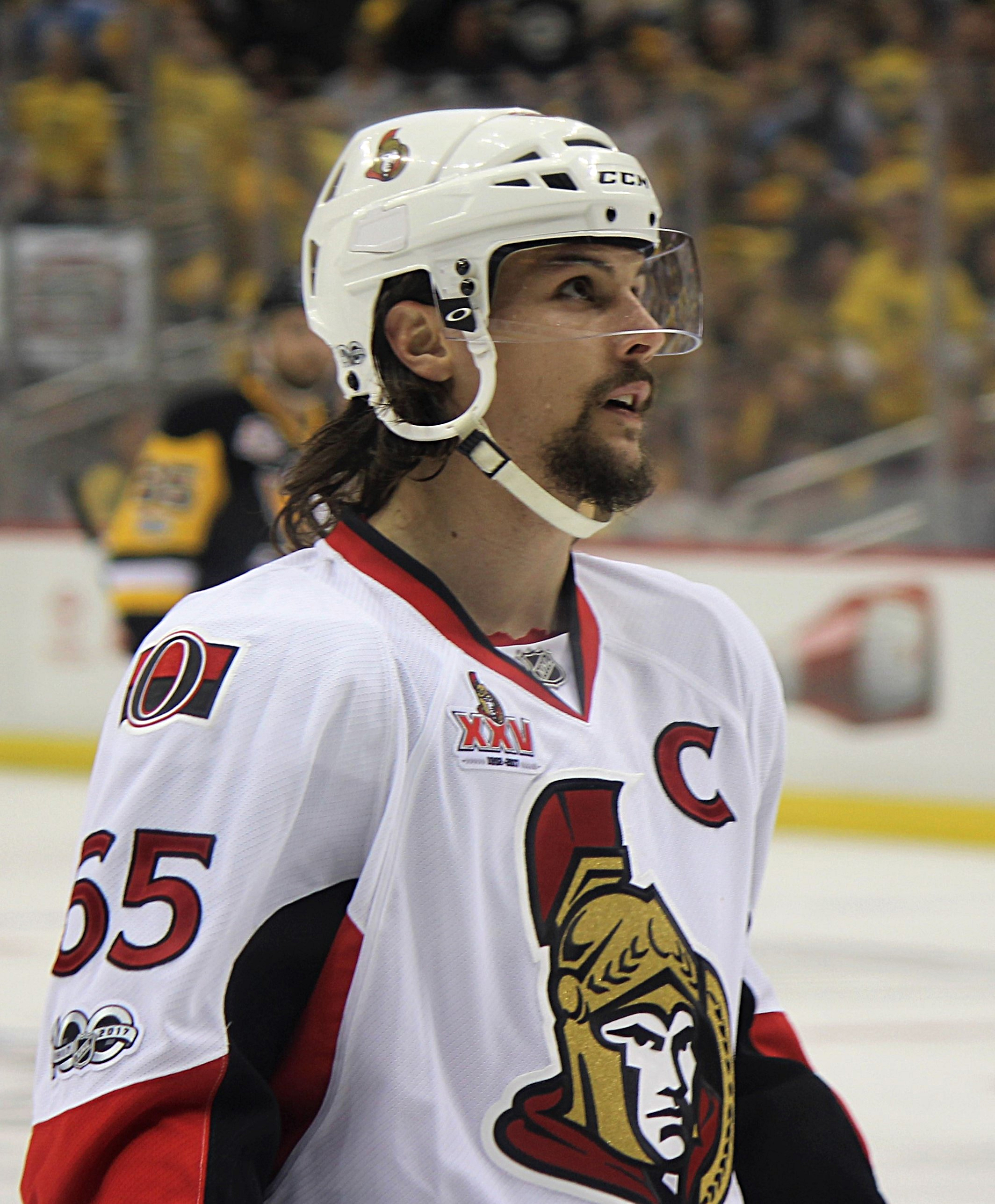
Karlsson im Trikot der Senators (2017)

In der Spielzeit 2015/16 erreichte Karlsson seinen bisherigen Bestwert von 82 Punkten in 82 Spielen, womit er die Verteidiger der Liga zum dritten Mal in Folge und zum vierten Mal insgesamt anführte. Außerdem stellte er damit seinen eigenen Franchise-Rekord aus der Saison 2011/12 ein. Ferner wurde er damit zum ersten Verteidiger seit Bobby Orr (1974/75), der die Liga in Torvorlagen (66) anführte, und der erste Verteidiger seit Paul Coffey (1985/86), der sich in den Top 5 der Scorerliste platzierte. In der Wahl zum besten Verteidiger der Liga erreichte Karlsson hinter Drew Doughty nur den zweiten Platz, wurde allerdings ins First All-Star Team der NHL berufen; ebenso wie im Jahr darauf, als Brent Burns die Trophäe erhielt.

### San Jose Sharks
Im September 2018 wurde Karlsson nach lang anhaltenden Wechselgerüchten gemeinsam mit Francis Perron zu den San Jose Sharks transferiert. Im Gegenzug erhielten die Senators Chris Tierney, Dylan DeMelo, Rūdolfs Balcers, Nachwuchsspieler Josh Norris sowie ein konditionales Erstrunden-Wahlrecht für den NHL Entry Draft 2020 und ein Zweitrunden-Wahlrecht für den NHL Entry Draft 2019. Aus dem Wahlrecht für die erste Runde wird eines für den Draft 2019, sofern die Sharks in der Spielzeit 2018/19 die Playoffs verpassen. Darüber hinaus erhält Ottawa ein zusätzliches Zweitrunden-Wahlrecht für den NHL Entry Draft 2021, falls der Schwede seinen zur Saison 2019/20 auslaufenden Vertrag in San Jose verlängert; dies erfüllte sich. Ferner soll aus diesem Wahlrecht sogar eines für die erste Runde werden, sofern die Sharks das Stanley-Cup-Finale 2019 erreichen. Als zusätzliche Klausel wurde festgehalten, dass die Senators ein weiteres Erstrunden-Wahlrecht erhalten, sofern Karlsson zurück in die Eastern Conference transferiert werden sollte. Dies soll eine zweite „Causa Mike Hoffman“ verhindern, der wenige Monate zuvor von Ottawa nach San Jose und anschließend direkt zu den Florida Panthers transferiert wurde.
Bei den Sharks spielte Karlsson eine von Verletzungen geprägte Saison, so kam er in der regulären Saison auf nur 53 Einsätze und bestritt auch die anschließenden Playoffs nicht komplett, in denen San Jose ins Conference-Finale einzog und dort an den St. Louis Blues scheiterte. Dennoch unterzeichnete er im Juni 2019 einen neuen Achtjahresvertrag bei den Sharks, der ihm ein durchschnittliches Jahresgehalt von 11,5 Millionen US-Dollar einbringen soll. Damit wurde er mit Beginn der Saison 2019/20 zum bestbezahlten Verteidiger der gesamten Liga. Nachdem er zwischenzeitlich nicht an die Offensivstatistiken früherer Jahre hatte anknüpfen können, gelang ihm in der Saison 2022/23 ein Comeback, indem er mit 101 Punkten erstmals dreistellig scorte. Die Marke von 100 Punkten hatten in der NHL-Historie zuvor nur fünf andere Abwehrspieler (Paul Coffey, Brian Leetch, Al MacInnis, Bobby Orr und Denis Potvin) erreicht, zuletzt Leetch im Jahre 1992, wobei alle der Hockey Hall of Fame angehören. Ferner stellte dies die zweitbeste Saisonstatistik in der Geschichte der Sharks dar, übertroffen nur von Joe Thornton mit 114 Punkten in der Saison 2006/07. Dies hatte auch zur Folge, dass er am Saisonende mit seiner dritten James Norris Memorial Trophy nach 2012 und 2015 geehrt und darüber hinaus erneut ins NHL First All-Star Team berufen wurde. Darüber hinaus erhielt er zum dritten Mal den Guldpucken, so oft wie kein anderer Spieler vor ihm.

### Pittsburgh Penguins
Nach diesen Erfolgen – und in Anbetracht der voraussichtlich nicht gegebenen sportlichen Wettbewerbsfähigkeit der Sharks in der anstehenden Saison 2023/24 – wurde er im August 2023 nach längeren Transfergerüchten an die Pittsburgh Penguins abgegeben. Zudem wechselten Dillon Hamaliuk und ein Drittrunden-Wahlrecht im NHL Entry Draft 2026 nach Pittsburgh, während die Sharks Mikael Granlund, Jan Rutta, Mike Hoffman sowie ein konditionales Erstrunden-Wahlrecht im NHL Entry Draft 2024 erhielten. Das Wahlrecht ist dabei Top-10-geschützt, verschiebt sich also um ein Jahr nach hinten, falls es sich unter den ersten zehn Positionen befinden sollte. Mike Hoffman hatten die Penguins dabei im gleichen Atemzug von den Canadiens de Montréal erworben, die darüber hinaus auch Rem Pitlick zu den Penguins transferierten. Im Gegenzug erhielten die Canadiens Jeff Petry, Casey DeSmith, Nathan Légaré und ein Zweitrunden-Wahlrecht im NHL Entry Draft 2025.
Im Trikot der Penguins bestritt Karlsson im April 2024 seine 1000. Partie der regulären Saison in der NHL.

### International
Für Schweden nahm Karlsson an der U18-Junioren-Weltmeisterschaft 2008 sowie der U20-Junioren-Weltmeisterschaft 2009 teil. Dabei wurde er bei beiden Turnieren jeweils als bester Verteidiger ausgezeichnet und stand bei der U20-Junioren-Weltmeisterschaft, die er mit dem Gewinn der Silbermedaille abschloss, zudem im All-Star-Team.
Für die A-Nationalmannschaft debütierte der Abwehrspieler bei der Weltmeisterschaft 2010 in Deutschland, die die Schweden auf dem Bronzerang abschlossen. Es folgten weitere Einsätze im Rahmen der Weltmeisterschaften 2012 und 2024, als er die Schweden als Mannschaftskapitän zur Bronzemedaille führte und selbst in das All-Star-Team gewählt wurde. Im Februar 2014 gewann er mit der Nationalmannschaft die Silbermedaille im Rahmen der Olympischen Winterspiele 2014 im russischen Sotschi. Dabei gelangen ihm gemeinsam mit dem US-Amerikaner Phil Kessel die meisten Scorerpunkte aller teilnehmenden Spieler, was ihm abermals die Auszeichnung zum besten Abwehrspieler und die Wahl ins All-Star-Team bescherten. Des Weiteren vertrat er sein Heimatland beim World Cup of Hockey 2016 und erreichte dort mit dem Team den dritten Platz.

## Erfolge und Auszeichnungen
| - 2011 Teilnahme am NHL All-Star Game - 2012 Teilnahme am NHL All-Star Game - 2012 James Norris Memorial Trophy - 2012 NHL First All-Star Team - 2012 Viking Award - 2015 James Norris Memorial Trophy - 2015 NHL First All-Star Team - 2016 Teilnahme am NHL All-Star Game - 2016 NHL First All-Star Team - 2016 Viking Award - 2016 Guldpucken | - 2017 Teilnahme am NHL All-Star Game - 2017 NHL First All-Star Team - 2017 Guldpucken - 2017 Viking Award - 2018 Teilnahme am NHL All-Star Game - 2019 Teilnahme am NHL All-Star Game - 2023 Teilnahme am NHL All-Star Game - 2023 James Norris Memorial Trophy - 2023 NHL First All-Star Team - 2023 Victoriapriset - 2023 Guldpucken |

### International
| - 2008 Bester Verteidiger der U18-Junioren-Weltmeisterschaft - 2009 Silbermedaille bei der U20-Junioren-Weltmeisterschaft - 2009 Bester Verteidiger der U20-Junioren-Weltmeisterschaft - 2009 All-Star-Team der U20-Junioren-Weltmeisterschaft - 2010 Bronzemedaille bei der Weltmeisterschaft - 2014 Silbermedaille bei den Olympischen Winterspielen | - 2014 Bester Verteidiger der Olympischen Winterspiele - 2014 All-Star-Team der Olympischen Winterspiele - 2014 Topscorer der Olympischen Winterspiele (gemeinsam mit Phil Kessel) - 2024 Bronzemedaille bei der Weltmeisterschaft - 2024 All-Star-Team der Weltmeisterschaft |

## Karrierestatistik
Stand: Ende der Saison 2024/25

### International
Vertrat Schweden bei:
| - U18-Junioren-Weltmeisterschaft 2008 - U20-Junioren-Weltmeisterschaft 2009 - Weltmeisterschaft 2010 - Weltmeisterschaft 2012 | - Olympischen Winterspielen 2014 - World Cup of Hockey 2016 - Weltmeisterschaft 2024 - 4 Nations Face-Off 2025 |

(Legende zur Spielerstatistik: Sp oder GP = absolvierte Spiele; T oder G = erzielte Tore; V oder A = erzielte Assists; Pkt oder Pts = erzielte Scorerpunkte; SM oder PIM = erhaltene Strafminuten; +/− = Plus/Minus-Bilanz; PP = erzielte Überzahltore; SH = erzielte Unterzahltore; GW = erzielte Siegtore; 1 Play-downs/Relegation; Kursiv: Statistik nicht vollständig)